# Пасифик Колизеум
„Пасифик Колизеум“ е закрита зала за спорт и концерти в град Ванкувър Канада.
Има капацитет до 17 500 зрители. Залата е построена през 1968 година.
В нея са играли домакинските си срещи няколко хокейни отбора. Там се провеждат състезанията по фигурно пързаляне и шорттрек на Олимпиадата през 2010 година.
|  | Тази страница частично или изцяло представлява превод на страницата Pacific Coliseum в Уикипедия на английски. Оригиналният текст, както и този превод, са защитени от Лиценза „Криейтив Комънс – Признание – Споделяне на споделеното“, а за съдържание, създадено преди юни 2009 година – от Лиценза за свободна документация на ГНУ. Прегледайте историята на редакциите на оригиналната страница, както и на преводната страница, за да видите списъка на съавторите. ВАЖНО: Този шаблон се отнася единствено до авторските права върху съдържанието на статията. Добавянето му не отменя изискването да се посочват конкретни източници на твърденията, които да бъдат благонадеждни. |